# Philippe Arnold
 (février 2019).
Si vous disposez d'ouvrages ou d'articles de référence ou si vous connaissez des sites web de qualité traitant du thème abordé ici, merci de compléter l'article en donnant les références utiles à sa vérifiabilité et en les liant à la section « Notes et références ».
Pour les articles homonymes, voir Arnold.
Le général de corps d'armée Philippe Arnold, né le 10 novembre 1933 à Nancy et mort le 3 novembre 2011 à Angers, est un officier général de l'armée de terre française.

## Carrière
Engagé le 1er octobre 1953 au titre de l'École militaire interarmes de Coëtquidan en qualité de saint cyrien, il choisit l'arme blindée cavalerie à sa sortie de l'école en 1955.
Après sa sortie de Saumur en 1956, il fait campagne en Tunisie, à Berlin, en Algérie en servant successivement au 4e Régiment de Spahis Tunisiens, au 11e Régiment de Chasseurs à Cheval puis au 23e Régiment de Spahis.
En 1961, il est affecté comme chef de peloton au 22e Régiment de Spahis, puis prend le commandement du 1er escadron en 1962.
Diplômé d'état-major en 1965, il est affecté au Groupement des Services des Écoles de l'Enseignement Militaire Supérieur, puis il est désigné pour suivre le stage du Command and General Staff College à Fort Leavenworth aux États-Unis.
Breveté de l'école supérieure de guerre en 1971, il rejoint le 3e Régiment de Hussards, puis l'état-major du 2e corps d'armée en Allemagne où il sert comme chef de la section opérations-instruction du bureau renseignements relations extérieures.
Après avoir servi à l'état-major particulier de la Présidence de la République française, de 1975 à 1978, il commande le 501e Régiment de Chars de Combat à Rambouillet, puis prend les fonctions d'adjoint tactique du bureau études de l'état-major de l'armée de terre où il sert pendant deux ans.
En août 1982, il devient adjoint de la 1re Division Blindée et est nommé général de brigade le 1er mars 1983.
En août 1983, il sert en tant que chef d'état-major du général commandant le 2e Corps d'Armée et commandant les Forces Françaises en Allemagne.
Il prend en septembre 1985 le commandement de la 1reDivision Blindée qu'il quitte le 12 novembre 1985 pour prendre les fonctions d'adjoint au général commandant la IreArmée et gouverneur militaire de Strasbourg.
Il commande l'École d'application de l'arme blindée cavalerie à Saumur de 1987 à 1991 et la 12e Division Légère Blindée à partir du 1er août 1987. Il est promu général de division le 1er novembre 1987.
Il est nommé gouverneur militaire de Lille, commandant le 3e Corps d'Armée et la 2e Région Militaire le 22 février 1991.
Le général de corps d'armée Arnold est Grand Croix de la Légion d'honneur, titulaire de la croix de la Valeur militaire et de 6 titres de guerre dont une blessure. Il a également reçu 26 dignités et ordres étrangers.

## Famille
Par son père, colonel, il est issu d'une famille de militaires lorrains et, par sa mère, d'une famille angevine. Il a un plus jeune frère militaire et une sœur comédienne (Julie Arnold).